# Siegfried Mureșan
Pour les articles homonymes, voir Mureșan.
Siegfried Mureșan, né le 20 septembre 1981 à Hunedoara, est un homme politique roumain, membre du Parti national libéral (PNL).

## Biographie
Sous l'étiquette du Parti Mouvement populaire (PMP), il est élu député européen lors des élections européennes de 2014. Il siège au sein du Groupe du Parti populaire européen, et est membre de la Commission des budgets.
En mai 2018, il rejoint le Parti national libéral (PNL).